# Ілавче (гміна)
Гміна Ілавче — давня сільська гміна у Теребовлянському повіті Тернопільського воєводства Другої Речі Посполитої. Адміністративним центром ґміни було село Ілавче.
Ґміна утворена 1 серпня 1934 року в рамках реформи на підставі нового закону про самоуправління (23 березня 1933 року).
Площа гміни — 82,17 км²

Кількість житлових будинків — 1742

Кількість мешканців — 8023
Гміну створено на основі давніших гмін: Ілавче, Глещава, Сороцьке.